# Pallacanestro ai Giochi della XXII Olimpiade - Torneo femminile
Il torneo femminile di pallacanestro ai Giochi della XXII Olimpiade ebbe inizio il 20 luglio 1980 e si concluse il 30 luglio. L'Unione Sovietica vinse la medaglia d'oro, l'argento andò alla Bulgaria e il bronzo alla Jugoslavia.
La formula del torneo prevedeva un girone all'italiana, al termine del quale le prime 2 classificate disputavano la finale per il 1º e 2º posto; le squadre classificate al 3º e 4º posto disputavano la finale per la medaglia di bronzo.

## Torneo

### Girone Unico
| Team                | Pt | V - P | PF - PS   |
| ------------------- | -- | ----- | --------- |
| 1. Unione Sovietica | 10 | 5 - 0 | 553 - 316 |
| 2. Bulgaria         | 9  | 4 - 1 | 440 - 405 |
| 3. Jugoslavia       | 8  | 3 - 2 | 356 - 364 |
| 4. Ungheria         | 7  | 2 - 3 | 344 - 407 |
| 5. Cuba             | 6  | 1 - 4 | 346 - 403 |
| 6. Italia           | 5  | 0 - 5 | 308 - 452 |

1ª giornata
| Mosca 20 luglio 1980, ore 11:00 | Italia | 65 – 102 (40-50) referto | Bulgaria | Olimpijskij |

| Mosca 20 luglio 1980, ore 18:00 | Jugoslavia | 62 – 97 (27-58) referto | Unione Sovietica | Olimpijskij |

| Mosca 20 luglio 1980, ore 18:00 | Cuba | 66 – 76 (23-36) referto | Ungheria | Palazzo dello Sport CSKA |

2ª giornata
| Mosca 22 luglio 1980, ore 11:00 | Cuba | 81 – 85 (36-41) referto | Jugoslavia | Olimpijskij |

| Mosca 22 luglio 1980, ore 18:00 | Bulgaria | 83 – 122 (42-69) referto | Unione Sovietica | Olimpijskij |

| Mosca 22 luglio 1980, ore 18:00 | Italia | 70 – 83 (37-45) referto | Ungheria | Palazzo dello Sport CSKA |

3ª giornata
| Mosca 24 luglio 1980, ore 13:00 | Ungheria | 48 – 61 (26-28) referto | Jugoslavia | Olimpijskij |

| Mosca 24 luglio 1980, ore 18:00 | Bulgaria | 84 – 65 (45-32) referto | Cuba | Olimpijskij |

| Mosca 24 luglio 1980, ore 20:15 | Italia | 53 – 119 (25-55) referto | Unione Sovietica | Olimpijskij |

4ª giornata
| Mosca 25 luglio 1980, ore 20:15 | Italia | 57 – 69 (29-33) referto | Jugoslavia | Olimpijskij |

| Mosca 26 luglio 1980, ore 18:00 | Unione Sovietica | 95 – 56 (57-17) referto | Cuba | Olimpijskij |

| Mosca 27 luglio 1980, ore 13:00 | Ungheria | 75 – 90 (35-53) referto | Bulgaria | Olimpijskij |

5ª giornata
| Mosca 28 luglio 1980, ore 11:00 | Italia | 63 – 79 (32-40) referto | Cuba | Olimpijskij |

| Mosca 28 luglio 1980, ore 13:00 | Jugoslavia | 79 – 81 (41-44) referto | Bulgaria | Olimpijskij |

| Mosca 28 luglio 1980, ore 18:00 | Unione Sovietica | 120 – 62 (63-34) referto | Ungheria | Olimpijskij |

### Finali
- 3º-4º posto

| Mosca 30 luglio 1980, ore 11:00 | Jugoslavia | 68 – 65 (39-29) referto | Ungheria | Olimpijskij |

- 1º-2º posto

| Mosca 30 luglio 1980, ore 18:00 | Unione Sovietica | 104 – 73 (61-41) referto | Bulgaria | Olimpijskij |
| \| \| \| \| \| Semënova 27 \| Punti \| 19 Slavčeva \| \| Ovečkina, Rupšienė, Semënova 3 \| Assist \| 2 Metodieva \| \| Semënova 21 \| Rimbalzi \| 4 Bogdanova \| |                  |                          |          |             |
| |                  |                          |          |             |
| Semënova 27 | Punti            | 19 Slavčeva              |          |             |
| Ovečkina, Rupšienė, Semënova 3 | Assist           | 2 Metodieva              |          |             |
| Semënova 21 | Rimbalzi         | 4 Bogdanova              |          |             |

## Classifica finale
| Campione olimpico | Campione olimpico | Campione olimpico |
| --- | ----------------- | --- |
| Unione Sovietica4 Rupšienė, 5 Šarmaj, 6 Šulskytė, 7 Baryševa, 8 Ovečkina, 9 Šuvaeva, 10 Semënova, 11 Rogožyna, 12 Ferjabnikova, 13 Sucharnova, 14 Zacharova, 15 Ivinskaja, All. Lidija Alekseeva |                   | |
| Argento | Bulgaria          | Bulgaria4 Golčeva, 5 Metodieva, 6 Makaveeva, 7 S. Mihajlova, 8 Dermendžieva, 9 Bogdanova, 10 A. Mihajlova, 11 Dilova, 12 Slavčeva, 13 Radkova, 14 Germanova, 15 Stojanova, All. Ivan Gălăbov |
| Bronzo | Jugoslavia        | Jugoslavia4 Đurašković, 5 Bećirspahić, 6 Komnenović, 7 Bjedov, 8 Mitić, 9 Ožegović, 10 Pekić, 11 Tonković, 12 Đurković, 13 Despotović, 14 Majstorović, 15 Perazić, All. Milan Vasojević      |
| 4. | Ungheria          | Ungheria4 É. Gulyás, 5 Németh, 6 Kovács, 7 Vertetics, 8 Boksay, 9 Winter, 10 Szuchy, 11 Szabics, 12 I. Gulyás, 13 Medgyesi, 14 Jacsó, 15 Szentesi, All. László Killik                        |
| 5. | Cuba              | Cuba4 Borrell, 5 Átiez, 6 Bécquer, 7 Moret, 8 Corvea, 9 Despaigne, 10 Charro, 11 de los Santos, 12 de la Paz, 13 Pérez, 14 Skeet, 15 Salmón, All. Manuel Pérez                               |
| 6. | Italia            | Italia4 Guzzonato, 5 Serradimigni, 6 Faccin, 7 Gorlin, 8 Silimbani, 9 Sandon, 10 Rossi, 11 Baistrocchi, 12 Draghetti, 13 Vergnano, 14 Piancastelli, 15 Grossi, All. Bruno Arrigoni           |